# Cocteau Twins
A Cocteau Twins (ejtsd: koktó) mára már kultikussá vált skót dream pop/shoegazing/gothic rock/post-punk/ethereal wave zenekar volt. 1979-ben alakultak meg Grangemouthban. Fennállásuk alatt 9 nagylemezük jelent meg. 1997-ben feloszlottak. A zenészek azóta szólókarrierbe kezdtek. Nevüket a Simple Minds The Cocteau Twins című daláról kapták. Az együttes a dream pop műfaj úttörőjének számít. Lemezeiket a 4AD kiadó jelentette meg. A Cocteau Twins Treasure és Heaven or Las Vegas című albumai bekerültek az 1001 lemez, amelyet hallanod kell, mielőtt meghalsz című könyvbe.

## Tagok
- Elizabeth Fraser – ének (1979–1997)
- Robin Guthrie – gitár, basszusgitár, dobgép (1979–1997)
- Will Heggie – basszusgitár (1979–1983)
- Simon Raymonde – basszusgitár, gitár, zongora (1983–1997)

## Diszkográfia
Stúdióalbumok
- Garlands (1982)
- Head over Heels (1983)
- Treasure (1984)
- Victorialand (1986)
- The Moon and the Melodies (1986)
- Blue Bell Knoll (1988)
- Heaven or Las Vegas (1990)
- Four-Calendar Coffee (1993)
- Milk and Kisses (1996)